# Škoda 742
Škoda 742 er en typebetegnelse for bilmodellerne Škoda 105, Škoda 120, Škoda 125, Škoda 130, Škoda 135 og Škoda 136 fra AZNP. Modellerne afløste Škoda 100 i 1976.
Motorerne var alle firecylindrede benzinmotorer med stødstænger og karburator. De blev senere modificeret til brug i Škoda Favorit, Škoda Felicia, Škoda Fabia og Volkswagen Lupo.
Afløseren Škoda Favorit med frontmotor og forhjulstræk kom på markedet i 1987, men 742 blev fortsat produceret frem til 1990.
Škoda 742-modellerne solgtes i større antal i Danmark, da de var prissat fornuftigt sammen med andre biler fra Østeuropa såsom Lada, Trabant, Wartburg og Dacia. Dog var Škodaens finish og hækmotor årsag til stor morskab i befolkningen, hvilket frembragte Škoda-vittighederne som huserede samtiden.
- Wikimedia Commons har flere filer relateret til Škoda 742

| Stub | Spire Denne bilrelaterede artikel er en spire som bør udbygges. Du er velkommen til at hjælpe Wikipedia ved at udvide den. |